# Reinhard Riemerschmid
Reinhard Riemerschmid (* 17. Mai 1914 in München; † 20. Mai 1996 in München) war ein deutscher Architekt und Hochschullehrer.

## Familie
Sein Vater war der Unternehmer Robert Riemerschmid (* 18. März 1885 in München; † 1963), der Mitbegründer des Bayerischen Rundfunks war und als Erfinder des Likörs Escorial gilt. Der Bruder von Reinhard war Heinrich Riemerschmid († 1991), der das vom Konkurs bedrohte Familienunternehmen vor seinem Tod an die Underberg-Gruppe verkaufte. Reinhard war der Großneffe des Architekten Richard Riemerschmid.

## Leben

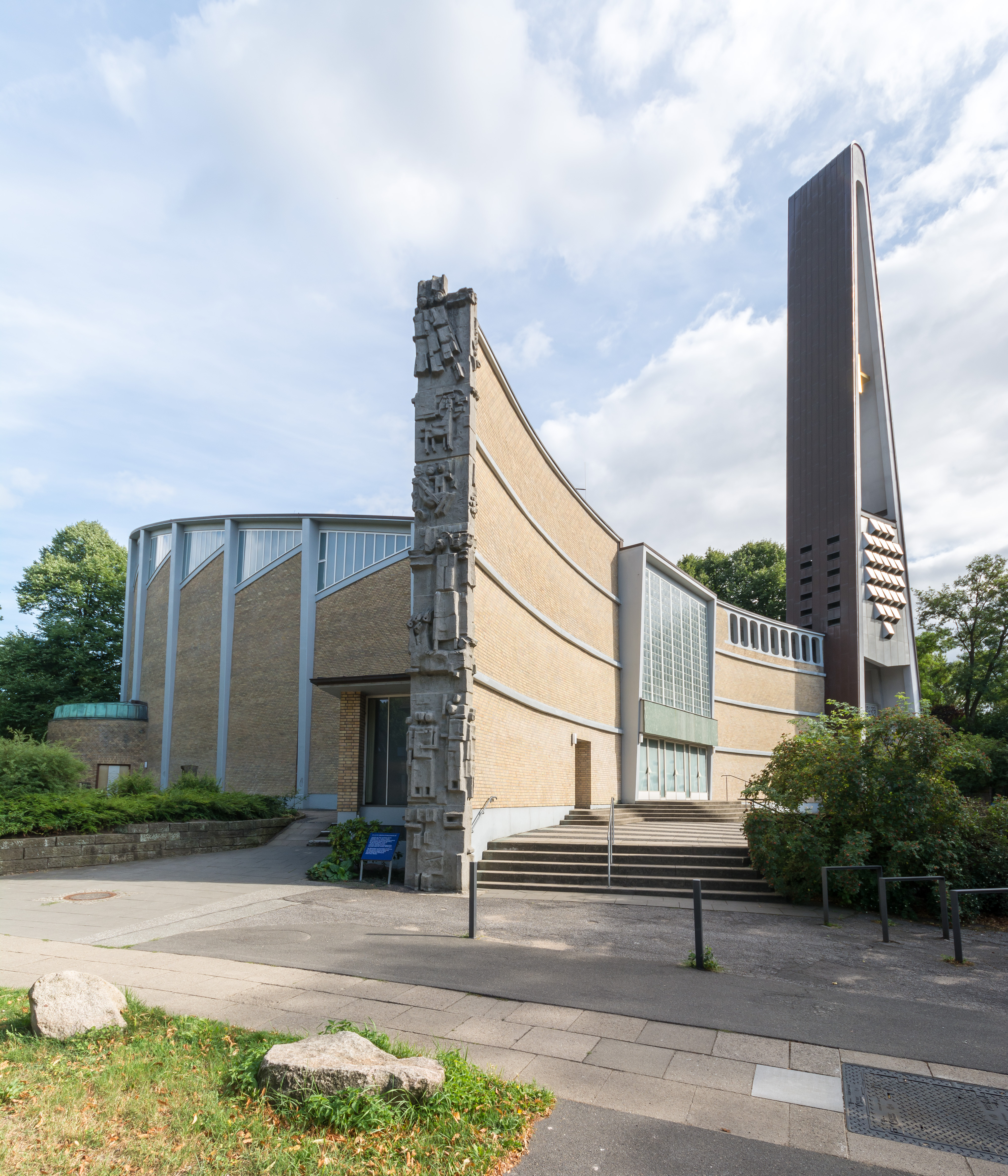
Dreifaltigkeitskirche in Hamburg-Hamm

Riemerschmid studierte an der Technischen Hochschule München und erwarb dort den akademischen Grad eines Diplom-Ingenieurs. Nach 1945 war er selbständig in München tätig und Mitglied im Bund Deutscher Architekten (BDA). Der Schwerpunkt seiner Arbeit lag in Bayern, aber er setzte sich auch andernorts in Architekturwettbewerben durch.
Er errichtete ab den 1950er Jahren zahlreiche gemäßigt-moderne Sakralbauten. Die von ihm errichtete Dreifaltigkeitskirche in Hamburg-Hamm gilt als einer der modernsten norddeutschen Kirchenbauten der 1950er Jahre.
Riemerschmid war außerdem als Lehrbeauftragter an der Technischen Hochschule München tätig, und zwar 1946–1954 für Baulehre und Perspektive am Institut für Gartengestaltung in Weihenstephan und 1946–1958 für Bauaufnahme am Fachbereich Architektur.

## Bauten und Entwürfe

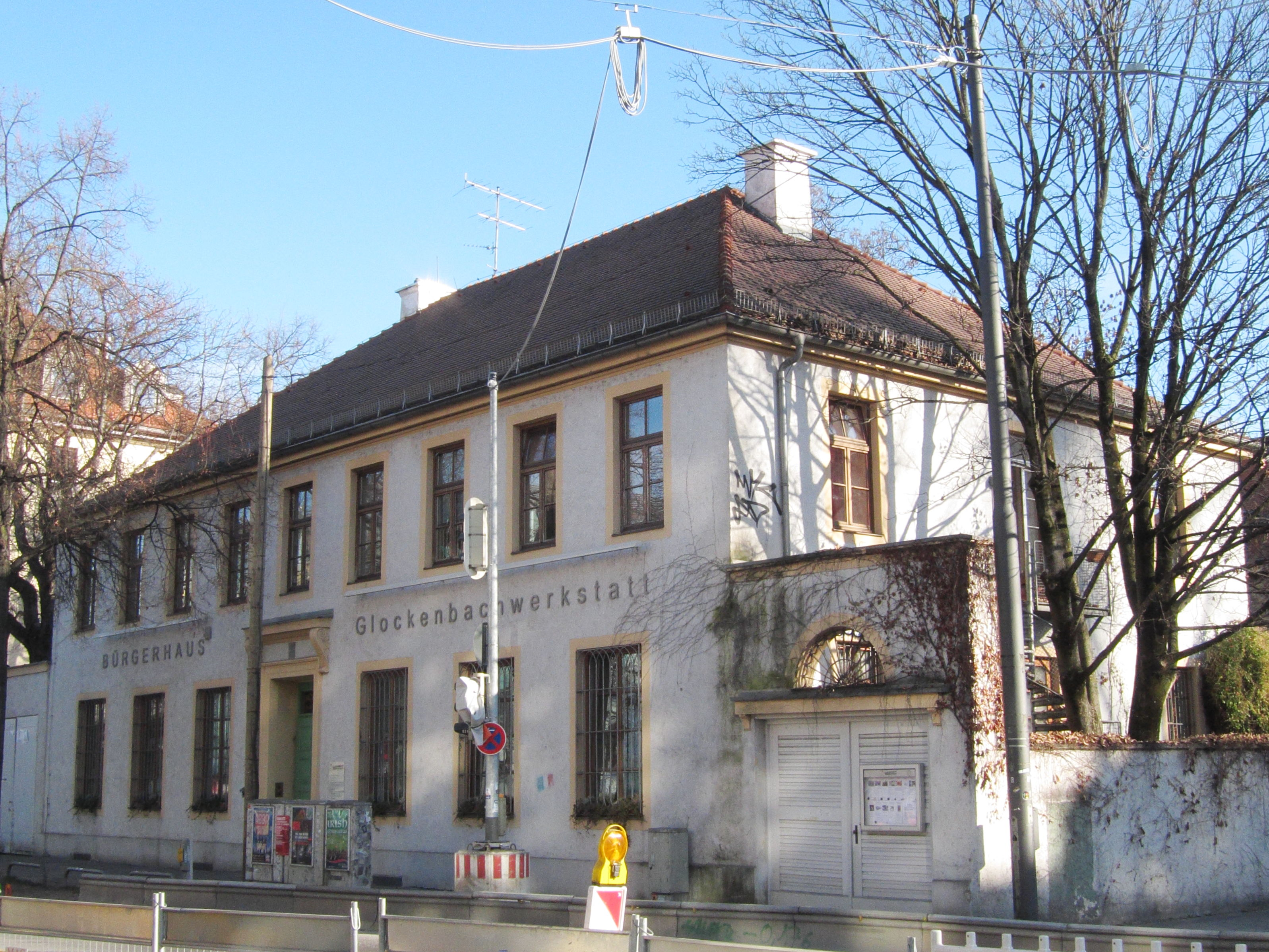
Wiederaufbau Blumenstraße 7 in München

- 1948: Reduzierter Wiederaufbau des Wohnhauses Blumenstraße 7 in München
- Wiederaufbau der Kirche St. Johannis in Würzburg
- 1955: Evangelische Friedenskirche in Burghausen
- 1956–1957: Dreifaltigkeitskirche in Hamburg-Hamm[2]
- 1960: Verwaltungsgebäude der Spinnerei und Weberei in Augsburg-Pfersee
- 1961: Erweiterung der Volksschule in München-Untermenzing (mit Richard Heller)
- 1961: Evangelische Kirche St. Markus in Weiden in der Oberpfalz
- 1963: Evangelische Gerhard-Uhlhorn-Kirche in Hannover
- 1964–1965: Evangelische Friedenskirche in Rottendorf[3]
- 1966–1968: Evangelische Kapernaumkirche am Lerchenauer See in München
- 1970: Renovierung der Christuskirche in Landshut
- 1971: Renovierung der Kammerspiele in München
- 1976–1982: Renovierung des Deutschen Theaters in München